# كأس بلجيكا 2014–15
كأس بلجيكا 2014–15 (بالفرنسية: Coupe de Belgique de football 2014-2015)‏ هو الموسم 60 من كأس بلجيكا. أقيم خلال الفترة 26 يوليو 2014 وحتى 21 مارس 2015، وأشرف على تنظيمه الاتحاد الملكي البلجيكي لكرة القدم، وكان عدد الأندية المشاركة فيه 292، وفاز فيه نادي كلوب بروج.